# 마르틴 산블리트
마르틴 산블리트(덴마크어: Martin Zandvliet, 1971년 1월 7일 ~ )는 덴마크의 영화 감독이다. 제89회 아카데미 시상식 후보 작품 《랜드 오브 마인》(2015)의 감독으로 알려져 있다.

## 출연 작품
- 미결처리반 Q: 침묵의 암살자 (2021)
- 아웃사이더 (2018)
- 윌링 패트리어트 (2016)
- 더 모델 (2016)
- 랜드 오브 마인 (2015)
- 테디 베어 (2012)
- 어 퍼니 맨 (2011)
- 어프로즈 (2009)
- 데니스 (2007)